# Moscow (Kansas)
Moscow es una ciudad ubicada en el condado de Stevens en el estado estadounidense de Kansas. En el año 2010 tenía una población de 310 habitantes y una densidad poblacional de 620 personas por km².

## Geografía
Moscow se encuentra ubicada en las coordenadas 37°19′26″N 101°12′23″O / 37.323843, -101.206506 (37.323843, -101.206506).

## Demografía
Según la Oficina del Censo en 2000 los ingresos medios por hogar en la localidad eran de $31,136 y los ingresos medios por familia eran $33,393. Los hombres tenían unos ingresos medios de $30,250 frente a los $28,750 para las mujeres. La renta per cápita para la localidad era de $13,463. Alrededor del 7.7% de la población estaban por debajo del umbral de pobreza.